# Thandorf
Thandorf település Németországban, Mecklenburg-Elő-Pomeránia tartományban. Lakosainak száma 192 fő (2023. december 31.). Thandorf Schlagsdorf és Utecht községekkel határos.

## Népesség
A település népességének változása:
| Lakosok száma | 159  | 164  | 185  | 194  | 192  |
|               | 2017 | 2019 | 2021 | 2022 | 2023 |